# Invasionen av Normandie
Invasionen av Normandie var invasionen och etableringen av de allierade styrkorna i Normandie, Frankrike, under Operation Overlord under andra världskriget. Invasionen var den största amfibiska operationen i historien. Denna artikel omfattar tiden från de ursprungliga landstigningarna den 6 juni 1944, fram till tiden för de allierades utbrytning i slutet av juli.
Allierade markstyrkor som deltog i striderna i Normandie den 6 juni kom från Kanada, de fria franska styrkorna, Storbritannien och USA. Under veckorna efter invasionen deltog polska styrkor också, liksom kontingenter från Belgien, Tjeckoslovakien, Grekland och Nederländerna. De flesta av de ovannämnda länderna deltog också med flyg- och sjöstridskrafter. Likväl gjorde också australiska flygvapnet, nyzeeländska flygvapnet och norska flottan.
Invasionen av Normandie började med nattliga landstigningar med fallskärmssoldater och segelflygplan, massiva luftattacker, marina artilleribombardemang, amfibiska landstigningar tidigt på morgonen på fem stränder med kodnamnen Juno, Gold, Omaha, Utah, och Sword samt landstigningar av övriga delar av fallskärmsdivisionerna under kvällen. D-dagens styrkor utgick från baser längs Englands sydkust, den viktigaste av dessa var Portsmouth.

## Förspel
Det förberedande marina planeringsarbetet för en invasion av Europas fastland hade på allvar startat i januari 1943. En begränsande faktor när det gällde valet av landstigningsområde var jaktplanens aktionsradie. Detta begränsade antalet val till två – området vid Calais och kusten i Normandie. Calais-området erbjöd utan tvekan de bästa landstigningsstränderna och en relativt kort väg till Tyskland och av detta skäl också det mest sannolika för den försvarande makten vilket ledde till att det var den bäst försvarade delen av Atlantvallen eller Festung Europa. Trots att Calais-området ligger närmast England erbjuder Normandie en relativ närhet till ett större antal sydengelska hamnstäder än vad Calais gör. Följaktligen utsågs Normandie som det bästa alternativet. Den räd, som gjordes mot Dieppe 1942 hade lämnat bittra minnen efter sig och erfarenheten var att det var inte fördelaktigt att inrikta sig på att erövra en hamn i inledningsskedet.
I december 1943 utsågs den amerikanske generalen Dwight D Eisenhower till överbefälhavare över de allierade expeditionsstyrkorna och därigenom också till befälhavare över alla allierade styrkor i Europa. I januari 1944 utsågs den brittiske generalen Bernard Montgomery till befälhavare över invasionens markstyrkor. I detta skede av planeringen räknade de allierade med att behöva utföra en landstigning från havet med tre divisioner och en luftlandsättning av ytterligare två brigader. Mycket snart efter utnämningen utökade Montgomery anfallets storlek till att omfatta fem sjölandsatta divisioner och tre luftlandsatta. Styrkan skulle komma att behöva mer är 6 000 fartyg av olika kategorier, varav 4 000 landstigningsfarkoster och 130 krigsfartyg för artilleriunderstöd. 12 000 flygplan skulle stödja landsättningen, varav 1 000 skulle flyga in fallskärmstrupperna. För att mjuka upp det tyska försvaret skulle det fällas 5 000 ton bomber över de tyska ställningarna.
För att övertyga den tyska försvarsledningen om att invasionen verkligen skulle äga rum i Calais-området igångsattes en utomordentligt omfattande avledningsmanöver, som gick under beteckningen Operation Fortitude. Den helt fiktiva Första amerikanska armégruppen skapades med ej existerande personal, utrustning och förläggning, men med en mycket omfattande radiotrafik. General George S Patton var enligt manuskriptet utsedd till befälhavare över förbandet. Tyskarna hade naturligtvis ett stort intresse av att få reda på så mycket som möjligt i förväg, och de hade ett omfattande nätverk av spioner i södra England. Olyckligtvis för det tyska underrättelseväsendet hade samtliga spioner ertappats och fängslats. Spionerna hade ställts inför valet att bli arkebuserade eller att arbeta mot sina tidigare uppdragsgivare. Dessa kontraspioner användes sedan för att skicka noggrant bearbetad information och uppgifter som ytterligare bekräftade att Calais var det sannolika anfallsmålet. För förmedling av denna information till den tyska stridsledningen stod Englands mest pålitliga dubbelagent under kodnamnet Garbo. Garbo sågs också av tyskarna som deras mest pålitliga spion i England, då Garbo försett tyskarna (med den engelska underrättelsetjänstens godkännande) med "högst pålitlig" information innan Operation Overlord.
Bland de mera ovanliga förberedelserna var anpassningen av ett antal stridsvagnar för speciella uppgifter vid anfallet. Bland de varianter, som utvecklades under ledning av generalmajor Sir Percy Hobart förekom amfibieversioner av Sherman-stridsvagnen, mintröskor, eldsprutande "krokodiler", broläggare, dikesfyllare med mera, som kom att gå under den gemensamma beteckningen Hobart's Funnies.
I november 1943 hade Adolf Hitler insett att hotet av en invasion i Frankrike inte längre kunde förbises. Han utsåg generalfältmarskalk Erwin Rommel till kustförsvarsinspektör och sedermera även till befälhavare över tyska Armegrupp B; de markstridskrafter som skulle försvara norra Frankrike. Rommels fasta övertygelse var att det enda sättet på vilket det skulle gå att slå tillbaka en invasion var att vidta motattacker på stränderna så snabbt som möjligt och med stöd av pansartrupper. Han begärde därför att få förlägga en någorlunda stor avdelning stridsvagnar så nära kusten som möjligt så att omedelbara motanfall kunde genomföras. Hitler hade inte samma uppfattning och delade de sex tillgängliga pansardivisionerna så att tre lades direkt under Rommel och de övriga tre placerades på långt avstånd från stränderna. Dessa fick inte under några som helst förhållanden sättas in utan Hitlers direkta medgivande.
Luftwaffes styrka i norra Frankrike var mycket liten och omfattade enbart 169 jaktplan. I januari-maj 1944 hade Luftwaffe utfört en bombningskampanj mot det engelska fastlandet (Operation Steinbock) med höga förluster vilket försvagade dess förmåga att gå till motanfall under invasionen.

## Anfallsplanen
De allierade trupperna fördelades på följande vis (från öst till väst):
- Den brittiska 6th Airborne Division, med fallskärmstrupper och med glidflygplan, landar öster om floden Orne för att skydda den östra flanken
- 1:a specialbrigaden, bestående i huvudsak av kommandosoldater, landstiger väster om floden Orne vid orten Ouistreham
- den brittiska 3rd Infantry Division och den brittiska 27th Armoured Brigade landstiger mellan Ouistreham och Lion-sur-Mer – kodnamn Sword Beach
- delar av den 4:e specialbrigaden landstiger längst till höger på Sword Beach.
- Den kanadensiska 3rd Canadian Infantry Division och den kanadensiska 2nd Canadian Armoured Brigade samt kommandosoldater landstiger på Juno Beach från St Aubin till La Rivière
- den brittiska 50th (Northumbrian) Infantry Division och den brittiska 8th Armoured Brigade landstiger på Gold Beach från La Rivière-Saint-Sauveur till Arromanches
- den amerikanska V Corps landstiger på Omaha Beach från St Hondrine till Vierville sur Mer
- den amerikanska VII Corps landstiger på Utah Beach från Pouppeville till La Madeleine
- den amerikanska 101:a luftburna divisionen landar med fallskärm vid Vierville
- den amerikanska 82:a luftburna divisionen landar med fallskärm vid Sainte-Mère-Église för att skydda den västra flanken.

### Franska insatser
Den franska motståndsrörelsen – le Maquis – ägnade sig åt att störa tyska kommunikationer genom sabotageverksamhet.

### Tyskt försvar
Som en del av Atlantvallen hade tyskarna förstärkt försvaret närmast stränderna. Anläggningarna försvarades av fyra divisioner. Dock var enbart en av dessa divisioner att betrakta som ett fullvärdigt förband. De övriga var till stor del besatta med tyska soldater som inte var användbara på östfronten (oftast av medicinska skäl) eller av soldater av andra nationaliteter, främst då ryska soldater, som hellre deltog på tysk sida framom genomlidandet av en längre tid i krigsfångeläger.
Den 21:a pansardivisionen försvarade Caen och 12. SS-Panzer-Division Hitlerjugend var förlagd i sydost. Soldaterna i 12:e SS hade alla rekryterats direkt från Hitlerjugend vid 16 års ålder år 1943. Denna division kom att bli känd för att dess soldater stred mycket tappert i de kommande striderna.
Utöver detta hade försvararna översvämmat delar av markområdens innanför Utah Beach för att försvåra, eller om möjligt, omöjliggöra anfall med fallskärm- och glidflygplanstrupper.
Under perioden som föregick själva anfallet hade de allierade omsorgsfullt kartlagt och undersökt landningsområdena. De övervakade särskilt väderleksförhållandena i Engelska kanalen. När anfallet genomfördes, skedde detta vid ett tillfälle då väderleksförhållandena var direkt ofördelaktiga, men av hänsyn till tidvattnet och månskensförhållanden ansåg de sig nödgade att sätta planen i verket. Den tyska ledningen väntade sig därför inte att ett anfall skulle ske.

## Landstigningen
Den brittiska 6:e luftburna divisionen var det första förbandet som gick till anfall. Klockan var då 10 minuter efter midnatt. Deras anfallsmål var ett antal broar över floderna på den östra sidan om landstigningsområdet Sword. Bland dessa finns bland annat den bro som gått till historien som Pegasus Bridge. Ett annat mål var kustbatteriet vid Merville. Efter landningen förstördes kanonerna och broarna hölls tills fallskärmstruppen blev avlöst senare under landstigningsdagen.
Den 1:a SAS- (=Special Air service) brigaden med fyra kommandoförband, förstärkta med två franska trupper, landsteg vid Ouistreham i uppdrag att inta ett befäst blockhus och kasinot i staden, samt två kustbatterier som kunde beskjuta stranden. Kasinot intogs av fransmännen medan blockhuset visade sig alltför starkt och motstod beskjutning med PIAT (ett pansarvärnsvapen som kunde slunga iväg granater vägande drygt ett kg en sträcka på 100 m). De brittiska kommandoförbanden nådde fram till båda batterierna och fann att kanontornen saknade personal och att kanonerna var borttransporterade. Förbandet anslöt sig därför till det 6:e luftburna. 
De brittiska och kanadensiska trupperna kom iland på Sword och Juno med mycket lätta förluster.  De misslyckades dock med att göra den planerade framryckningen och de hade bara avancerat åtta km. Staden Caen var därför fortfarande i försvararnas händer vid D-dagens slut.
För de trupper som landsattes på Gold blev svårigheterna och förlusterna större. Detta berodde delvis på att de simmande Sherman-stridsvagnarna blev försenade och delvis på att tyskarna hade kraftigt befäst en liten by vid stranden. De brittiska truppstyrkorna klarade av svårigheterna och avancerade ända till de yttre delarna av staden Bayeux, vilket var närmare det planerade målet än något annat förband.

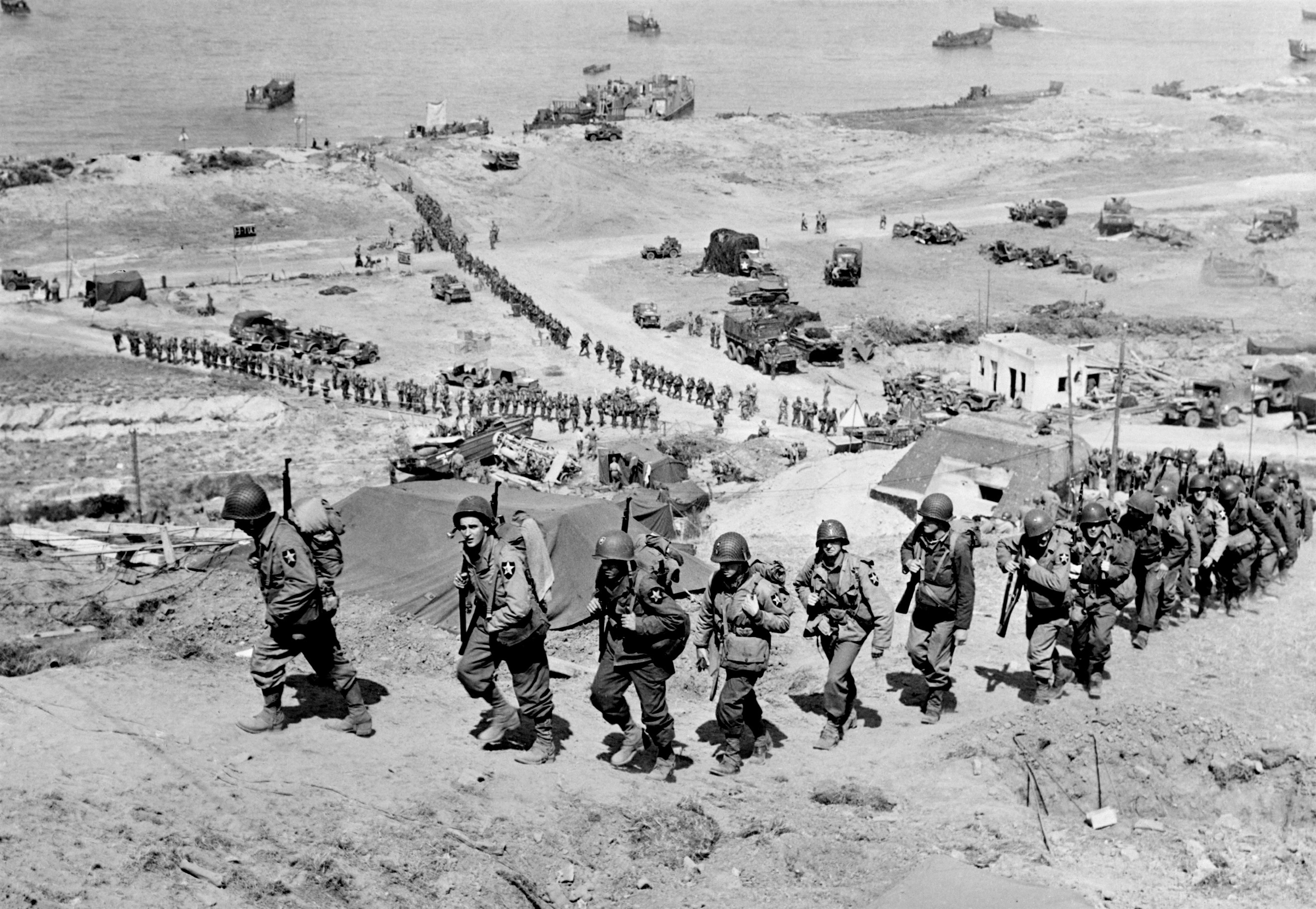
Trupplandsättning

Marinsoldaterna som landsattes längst västerut på Gold-avsnittet hade uppgiften att snabbt ta sig inåt land och därefter förflytta sig västerut för att kunna attackera hamnen Port en Bessin från ryggen. Den lilla hamnen var väl skyddad av kalkklippor och dess speciella betydelse för de allierade var att de där skulle ansluta Pluto-bränsleledningarna (Pipe Line Under The Ocean).
På Omaha Beach utsattes den amerikanska 1:a infanteridivisionen för landstigningens största prövningar. Nästan inga av deras simmande stridsvagnar nådde stranden utan sjönk i den hårda sjögången. Deras motståndare i land, den tyska 352:a divisionen, hörde till de allra bäst övade och krigsvana trupperna på stranden. Deras stridsställningar låg dessutom ovanpå branta klippor med god sikt och med ett bra skjutfält över stranden. Den officiella historiken säger att redan 10 minuter sedan ramperna på landstigningsfarkosterna hade fällts ned var det ledande kompaniet ur spel, utan befäl och praktiskt taget utan möjlighet att agera. Varje officer och sergeant var dödad eller sårad. Det hela rörde sig mera om en kamp för överlevnad och räddning. Divisionen förlorade mer än 4 000 man, men trots detta lyckades de överlevande omorganisera sig och pressa sig inåt land. Enligt beräkningar hade de soldater som deltog i första landstigningsvågen endast 10% chans att överleva.
Den markanta klipptoppen Pointe du Hoc var ordnad som en eldställning för ett antal tunga kanoner och dessa var målet för den amerikanska 2:a Ranger-bataljonen. Deras uppgift var att klättra uppför det 30 meter höga stupet på stegar och med klätterrep, under fientlig eldgivning, för att kunna angripa och förstöra kanonerna. Kanonerna beräknades kunna beskjuta såväl Omaha- som Utah-avsnitten. Eldställningarna påträffades och kanonerna som hade flyttats därifrån, sannolikt under den kraftiga artillerielden som föregick landstigningen, kunde senare förstöras när de påträffade dem. Bataljonens förlustsiffror var nära 50 %.
Utah var en betydande kontrast till den blodiga kampen på Omaha. Endast 197 av de 23 000 landsatta förlorades och trupperna kunde arbeta sig inåt land och de lyckades få kontakt med delar av de luftlandsatta enheterna.
De amerikanska 82:a och 101:a luftburna divisionerna hade varit mindre lyckosamma. Delvis beroende på piloter utan stridsvana (och som därför flög för fort och gjorde våldsamma undanmanöver när tyskarna sköt luftvärnseld) och delvis på grund av terrängen, landade de rejält utspridda. Somliga landade i havet eller i de av tyskarna avsiktligt översvämmade områdena. Efter 24 timmar hade endast 3 000 man ur den 101:a luftburna divisionen samlats. Åtskilliga amerikanska soldater fortsatte att ströva omkring och attackera fienden bakom hans linjer under flera dagar. Den 82:a luftburna divisionen lyckades inta staden St Mère Église och hålla den under ett antal timmar på morgonen och kunde på så sätt hävda att den befriat den första staden under invasionen.
Så snart de allierade hade lyckats etablera ett brohuvud bogserades två konstgjorda hamnar (så kallade Mulberries) i sektioner över Engelska kanalen. En sattes ihop vid Arromanches och den andra vid Omaha beach. Den senare förstördes av en kraftig storm efter 10 dagar men den andra var i funktion fram till slutet av augusti då de hade lyckats säkra hamnarna i Antwerpen och Cherbourg och få dessa reparerade.
Det tyska försvaret, som var förlagt till strandområdena, presterade ett tämligen svagt motstånd. Delar av dem var dåligt övade och saknade transportmöjligheter och viktig utrustning och de hade dessutom varit utsatta för intensiva bombanfall under en hel vecka . Det stora undantaget var den 352:a infanteridivisionen, som försvarade Omaha. Deras hårdnackade försvar var en viktig orsak till de kraftiga förlustsiffrorna för de allierade. I stort tog de tyska befälhavarna flera timmar på sig för att försäkra sig om att det de såg var en landstigning av en stor styrka och inte bara en serie av räder för att dra uppmärksamheten från något annat mål. Deras möjligheter till kommunikation med de andra förbanden förvärrades av att ett flertal av de ledande tyska befälhavarna saknades. Den oavsiktliga stora spridningen av de amerikanska fallskärmstrupperna ökade också förvirringen, eftersom de fick rapporter om allierade luftlandsättningar från alla möjliga delar av norra Normandie.	
Trots alla problem genomförde den 21:a pansardivisionen en kraftfull motattack mot området mellan Juno och Sword och de lyckades nästan nå fram till havet. Ett starkt och koncentrerat motstånd från allierade pansarvärnsavdelningar och den egna rädslan för att bli avskurna från övriga tyska trupper tvingade stridsvagnsförbandet att dra sig tillbaka innan dagens slut. Vissa rapporter tyder också på att synen av våg efter våg av luftlandsättningar gjorde sådant intryck att de beslutade att vända.

## Efter landstigningen
Invasionsplanerna hade förutsatt 
- att Caen och Bayeux skulle ha intagits redan den första dagen och
- att alla landstigningsstränderna, med undantag av Utah, skulle ha kontakt med varandra och
- att frontlinjen skulle vara 10 – 15 km inne i landet.

I praktiken uppnåddes inget av målen. Förlustsiffrorna var dock inte så svåra som det på vissa håll hade befarats och brohuvudena hade stått emot motattackerna.
Nästa dags viktigaste mål var att binda ihop de olika brohuvudena, att inta Caen och att ta hamnen i Cherbourg för att säkra bättre försörjningslinjer.
12. SS-Panzer-Division Hitlerjugend gjorde häftiga attacker mot de kanadensiska styrkorna och orsakade svåra förluster under dag två och tre, men de lyckades inte åstadkomma något genombrott. Under tiden hade samtliga fem invasionsstränder länkats samman och de allierade hade stärkt sin front snabbare och bättre än de tyska trupperna. Även om de allierade tvingades att förflytta materiel och personal över Engelska kanalen och landsätta dem på stränderna, medförde den allierade totala dominansen i luften och det förstörda franska järnvägssystemet att varje tysk truppförflyttning var en långsam och farlig verksamhet.

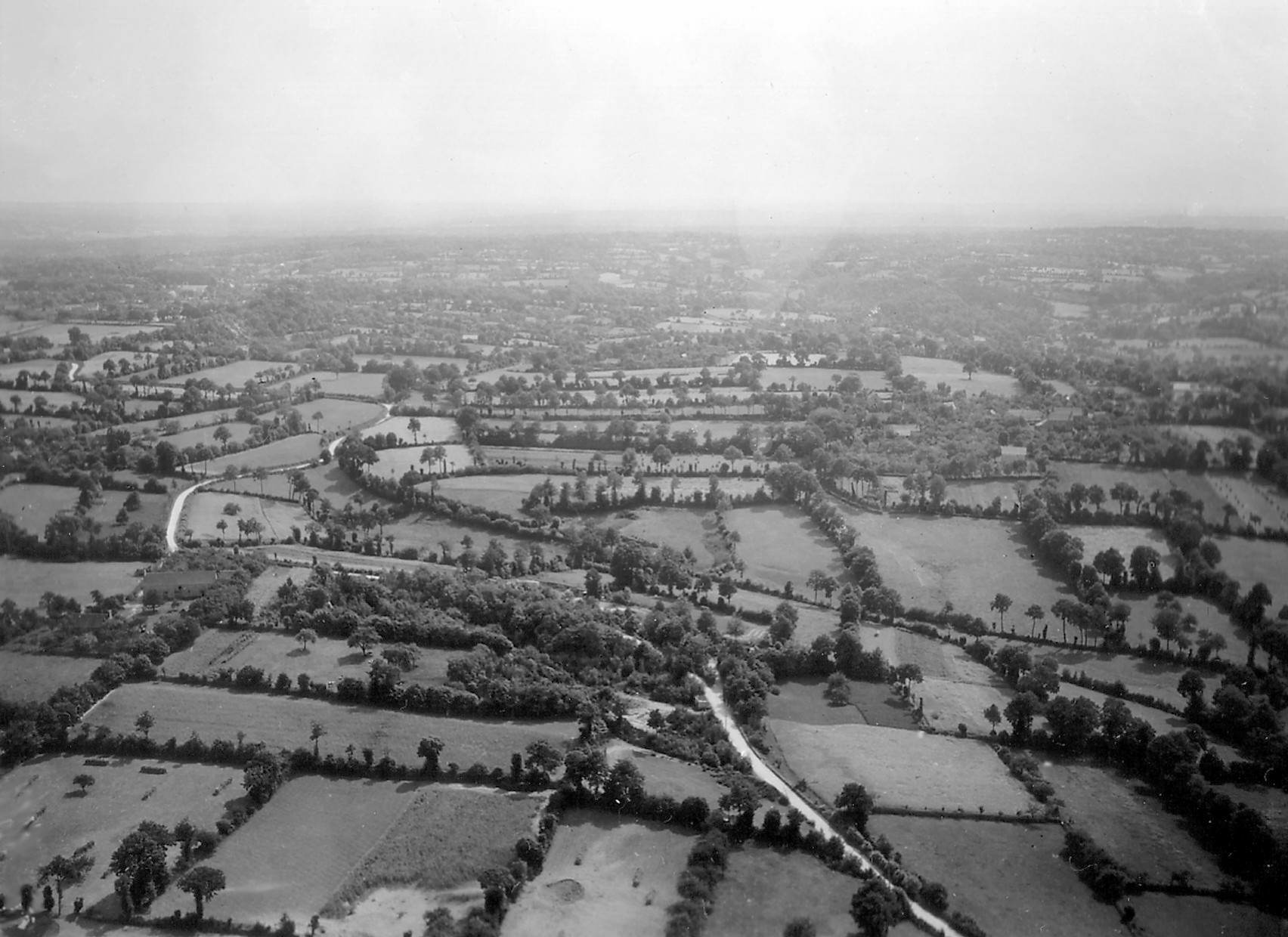
Bocagelandskapets labyrinter

Montgomery ansåg att Caen var avgörande för framgången. Staden kom därmed att vara målet för tre olika attacker från den 7 juni till den 1 juli. Den sönderbombade staden omringades slutligen den 7 juli i Operation Charnwood. För att åstadkomma ett avgörande genombrott som skulle leda ut i mera öppen terräng och möjliggöra en snabbare marsch mot Paris igångsatte Montgomery en stor offensiv från Caen-området med alla de tre brittiska pansardivisionerna som fanns till hands. Denna operation kallades Operation Goodwood. Även om den i början var tämligen framgångsrik stoppades den slutligen upp på grund av beslutsamt motstånd från den 21:a pansardivisionen, den 130:e pansardivisionen Panzer-Lehr och 12. SS-Panzer-Division Hitlerjugend. De understöddes av ingenjörstrupper som verkade som infanteri. De brittiska förlusterna av stridsvagnar var mycket höga. De tyska reserverna hade emellertid på detta sätt utnyttjats till bristningsgränsen och de kunde nu inte användas i någon stridsverksamhet mot de amerikanska trupperna.
Landskapet innanför Utah- och Omaha-avsnitten karakteriserades av ett så kallat bocage-landskap, det vill säga områden som består av gamla täta jordbankar och häckar som var upp till tre meter tjocka och på 100 till 150 meters avstånd från varandra. Dessa var praktiskt taget ogenomträngliga för såväl sikt, soldater och stridsvagnar som för skott från handeldvapen. Det amerikanska infanteriet tog sig mycket långsamt fram och led stora förluster i sitt avancemang mot Cherbourg. Detta ledde till att de allierade återigen tvingades sätta in stöd från de luftburna elitförbanden. Hitler väntade sig att den tyska garnisonen i staden, med sin för de allierade så viktiga hamn, skulle hålla stånd i princip hur länge som helst. Den tyske kommendanten, general Karl-Wilhelm von Schlieben lyckades hålla ut fram till den 26 juni. Det var först när de amerikanska stridsvagnarna började skjuta rakt in i ingångarna till de underjordiska tunnlarna där han befann sig som han kapitulerade.

## Landstigningens betydelse för krigets efterspel och Kalla kriget
Ingen vet exakt hur många män som dog i operationen men man brukar spekulera kring 15000-20000 trupper. Operation Overlord anses som en avgörande framgång för de allierade västmakterna i deras krig mot Tyskland. Däremot är det omtvistat hur stor betydelse operationen hade för Tysklands fall - nio av tio tyska soldater som dog i kriget hade vid invasionen redan stupat på östfronten mot Röda armén. Sannolikt var D-dagens viktigaste betydelse istället att det var startpunkten på västmakternas ockupation av västra Tyskland, vilket hindrade vidare framryckning för Röda Armén och sannolik ockupation av Västeuropa under Sovjet. Ett par år senare var järnridån ett faktum, och denna uppdelning av Europa följde i stort sett ockupationsarméernas erövrade områden vid Tredje Rikets kollaps.